# Дибниця
Дибни́ця (болг. Дъбница) — село в Благоєвградській області Болгарії. Входить до складу громади Гирмен.

## Населення
За даними перепису населення 2011 року у селі проживали 1760 осіб.
Національний склад населення села:
| Національність   | Кількість осіб | Відсоток |
| ---------------- | -------------- | -------- |
| турки            | 693            | 52,7%    |
| цигани           | 322            | 24,5%    |
| болгари          | 298            | 22,7%    |
| Всього відповіли | 1315           |          |

Розподіл населення за віком у 2011 році:
Динаміка населення: